# قانون مبادرة الكم الوطنية (الولايات المتحدة)
قانون مبادرة الكم الوطنية (بالإنجليزية: National Quantum Initiative Act)‏ (NQI) هو قانون صادر عن الكونجرس في الولايات المتحدة تم تمريره في 13 ديسمبر 2018 وتم توقيعه ليصبح قانون في 21 ديسمبر 2018. يعطي القانون الولايات المتحدة خطة لتطوير تكنولوجيا الكم، وخاصة الحوسبة الكمومية. تم تمريره بالإجماع من قبل مجلس الشيوخ الأمريكي ووقعه الرئيس دونالد ترامب ليصبح قانونًا. توفر مبادرة الكم الوطنية مظلة يقوم بموجبها عدد من الوكالات الحكومية بتطوير وتشغيل البرامج المتعلقة بتحسين المناخ لعلوم وتكنولوجيا الكم في الولايات المتحدة، بتنسيق من المكتب الوطني لتنسيق تكنولوجيا الكم.  تشمل هذه الوكالات المعهد الوطني للمعايير والتكنولوجيا (NIST)، ومؤسسة العلوم الوطنية، ووزارة الطاقة.  تحت سلطة NQI، أنشأت NSF و DOE مراكز ومعاهد بحثية جديدة، وأنشأت NIST اتحاد التنمية الاقتصادية الكمية (QED-C)، وهو اتحاد من الكيانات الصناعية والأكاديمية والحكومية.

## روابط خارجية
- نص قانون مبادرة الكم الوطنية
- As codified in 15 U.S.C. chapter 114 of the مدونة قانون الولايات المتحدة from the LII
- As codified in 15 U.S.C. chapter 114 of the مدونة قانون الولايات المتحدة from the US House of Representatives
- National Quantum Initiative Act (PDF/details) كما تم تعديله في GPO Statute Compilations collection
- National Quantum Initiative Act (PDF/details) كما هو منصوص عليه في US Statutes at Large